# Divisió de Warangal
La divisió de Warangal és una entitat administrativa d'Andhra Pradesh i abans del principat d'Hyderabad (la part oriental) entre el Penganga i el Kistna. La capital era a Hanamkonda, un suburbi de l'antiga ciutat de Warangal.
Fins al 1905 la divisió estava formada pels districtes següents:
- Districte de Karimnagar (Districte d'Elgandal)
- Districte de Warangal
- Districte de Nalgonda

La població al cens del 1901 era de 2.688.007 habitants i la superfície de 54.584 km². El 95% de la població era hindú i el 4,5% musulmana. El 1905 va patir alguns canvis i va quedar formada pels següents districtes:
- Districte d'Adilabad (Districte de Sirpur Tandu)
- Districte de Warangal
- Districte de Karimnagar (Districte d'Elgandal)

Hi havia 11 ciutats i 3.809 pobles.